# Ferdinand-Joseph Derons
Ferdinand-Joseph Derons (auch Ferdinand-Joseph De Rons; * 1700 in Brüssel; † 1762 ebenda) war ein Aquarellmaler und Zeichner in den Österreichischen Niederlanden.

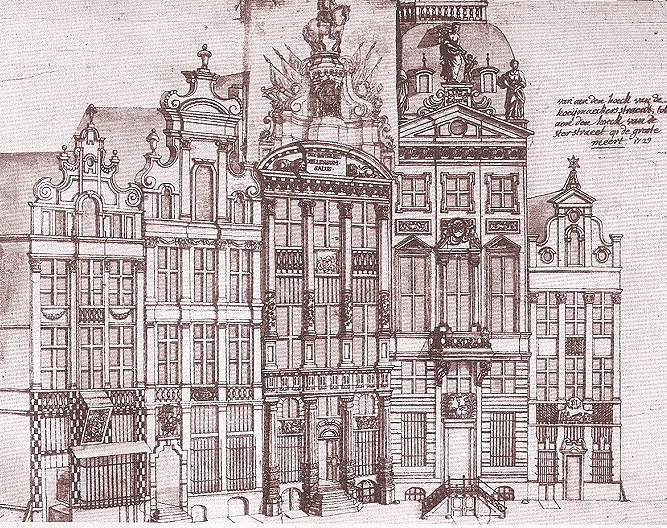
Gebäude der Grand-Place 1727 von Ferdinand-Joseph Derons

## Leben
Nur wenig ist über Derons Leben bekannt. Er wurde am 4. September 1700 in der alten Kirche von Saint-Géry getauft und war das vierte Kind von Michel Deron, einem Organisten. Sein Name taucht daraufhin erst 1719 in einem Rechnungsbuch der Académie royale des beaux arts de Bruxelles auf, wo er für kurze Zeit Kurse belegte. Eine Weile lebte er beim Maler André Martin, der ebenfalls Landschaftsmaler war.

## Werk
Sein Werk besteht aus zahlreichen Zeichnungen, wobei nicht bei allen die tatsächliche Urheberschaft geklärt werden konnte. Die meisten seiner Zeichnungen stammen aus der Zeitspanne von 1723 bis 1760. Er zeichnete mit äußerster Genauigkeit Darstellungen Brüssels und seiner Gebäude sowie der umliegenden Landschaften. Sein Werk wurde lange Zeit kaum beachtet, ist heute aber aufgrund seines dokumentarischen und historischen Wertes Forschungsgegenstand.
Gegen Ende des 19. Jahrhunderts erhielt eine Serie von fünf Aquarellen aus dem Jahr 1727, die im Jahre 1853 von der Stadt Brüssel gekauft wurden, äußerste Wichtigkeit. Auf den Aquarellen waren die Gebäude des Grand-Place/Grote Markt dargestellt. Aufgrund der Genauigkeit der Pinselführung war es unter der Leitung des Bürgermeisters Charles Buls möglich, die Gebäude entsprechend ihrer ursprünglichen Erscheinungsform zu restaurieren.
Im Gegensatz zu Augustin Coppens, der in seinen Gemälden Brüssel nach der Zerstörung im Jahre 1695 dokumentierte, stelle Derons die Stadt nach dem Wiederaufbau dar. Eine weitere seiner Serien stellt den Großbrand, der den Palat Coudenberg zerstörte, aus unterschiedlichen Blickwinkeln dar. Der Hafen von Brüssel und seine Kanäle sind ein weiteres seiner bevorzugten Motive.
Derons skizzierte in einem Umkreis von rund 20 Kilometern außerhalb der Stadt die ländliche Gegend, die alten Schlösser oder die Segelgebiete des Adels und des Bürgertums Brüssels. Es wird angenommen, dass es sich hierbei um Auftragsarbeiten handelte.